# Kim Schraner
Kim Schraner (Toronto, 1º gennaio 1976) è un'attrice canadese.

## Biografia
Schraner ha studiato pianoforte classico con il Royal Conservatory of Music. Ha studiato danza classica attraverso il programma della Royal Academy of Dance.

### Carriera cinametografica
Ha iniziato a fare la modella per riviste e spot televisivi all'età di 14 anni, e prendendo parte a diversi spot pubblicitari per poi dedicarsi al cinema. A partire dal 1993 ha preso parte a diverse serie televisive ma anche a film, tra cui Dennis - La minaccia di Natale. Nel 1994 è stata vista ampiamente come la "Oxy Girl" nelle pubblicità televisive. Mentre completava la sua educazione, è apparsa in diverse produzioni teatrali che includevano Waiting for Godot, Uncle Vanya, Top Girls, As You Like It, The Plague e altri.

## Filmografia

### Cinema
- La scuola più pazza del mondo (National Lampoon's Senior Trip), regia di Kelly Makin (1995)
- The Unsaid - Sotto silenzio (The Unsaid), regia di Tom McLoughlin (2001)
- Dennis - La minaccia di Natale (A Dennis the Menace Christmas), regia di Ron Oliver (2007)
- Saw 3D - Il capitolo finale (Saw 3D), regia di Kevin Greutert (2010)

### Televisione
- Due South - Due poliziotti a Chicago (Due South) – serie TV, episodio 1x09 (1994)
- Forever Knight – serie TV, episodio 2x14 (1995)
- Kung Fu: la leggenda continua (Kung Fu: The Legend Continues) – serie TV, episodio 3x04 (1995)
- Siete pronti? (Ready or Not) – serie TV, episodio 4x04 (1996)
- PSI Factor (Psi Factor: Chronicles of the Paranormal) – serie TV, episodio 4x18 (2000)
- Hai paura del buio? (Are You Afraid of the Dark?) – serie TV, episodio 7x11 (2000)
- Mutant X – serie TV, episodio 1x22 (2002)
- Una nuova vita per Zoe (Wild Card) – serie TV, episodio 1x15 (2004)
- Doc – serie TV, episodio 4x17 (2004)
- The Listener – serie TV, episodio 1x04 (2009)

## Doppiatrici italiane
- Eleonora De Angelis in The Unsaid - Sotto silenzio
- Monica Bertolotti in Dennis - La minaccia di Natale